# Sesia (geslacht)
Sesia is een geslacht van vlinders uit de familie van de wespvlinders (Sesiidae) en de onderfamilie Sesiinae.
Sesia is beschreven door Fabricius in 1775. De typesoort is Sphinx apiformis.

## Soorten
Sesia omvat de volgende soorten:
- Sesia apiformis (Clerck, 1759)
- Sesia bembeciformis (Hübner, 1803)
- Sesia flavicollis (Hampson, 1893)
- Sesia gloriosa (Le Cerf, 1914)
- Sesia himachalensis Kallies & de Freina, 2009
- Sesia huaxica Xu, 1995
- Sesia ignicollis (Hampson, 1893)
- Sesia ladakhensis Špatenka, 1990
- Sesia nirdhoji Petersen & Lingenhöle, 1998
- Sesia oberthueri (Le Cerf, 1914)
- Sesia ommatiaeformis (Moore, 1891)
- Sesia przewalskii (Alpheraky, 1882)
- Sesia ruficollis Petersen & Lingenhöle, 1998
- Sesia siningensis (Hsu, 1981)
- Sesia solitera Špatenka & Arita, 1992
- Sesia spartani Eichlin & Taft, 1988
- Sesia tibetensis Arita & Xu, 1994
- Sesia tibialis (Harris, 1839)
- Sesia timur (Grum-Grshimailo, 1893)
- Sesia yezoensis (Hampson, 1919)